# Giovanni Vincenzo Imperiale
Giovanni Vincenzo ou Giovanni Vincenzo Imperiali (Gênes, 1582 - Gênes, 21 juin 1648) est un poète et un écrivain italien connu surtout pour ses comptes rendus de voyages en Italie.

## Biographie
Giovanni Vincenzo est né à Gênes, dans la famille Imperiale, une riche famille aristocratique génoise.
Son père Giovanni Giacomo a été doge de 1617 à 1619, et Giovanni Vincenzo, à la tête d'un riche héritage, se consacre à la littérature
Fidèle à la littérature baroque, il fut membre de diverses académies (Mutoli, Addormentati, Gelati, Intrepidi, etc.) et écrit de nombreux vers appréciés par ses contemporains, mais dont la valeur littéraire est aujourd'hui considérée comme faible.
Parmi ses compositions poétiques on note un poème didascalique en hendécasyllabe titré Dello stato rustico. 
Le poème en seize parties décrit le voyage fantastique en Italie de Clizio, personnage qui incarne l'auteur.
Le poème est intéressant du point de vue géographique et ethnographique. En effet Giovanni Vincenzo voyagea souvent en Italie et fit un compte rendu détaillé et fidèle des villes visitées, les moyens de locomotion, les itinéraires etc. en Giornali di viaggio.
En 1631 il se porte acquéreur du Stato di Sant'Angelo du vice-roi de Naples, comprenant les localités de Sant'Angelo dei Lombardi, Nusco, Lioni, Andretta et Carbonara.

## Œuvres
- Musæum historicum et physicum Joannis Imperialis... In primo illustrium literis virorum imagines ad vivum expressæ continentur, additis elogiis... In secundo animorum imagines sive ingeniorum naturæ, differantiæ, causæ ac signa physice perpenduntur, Gênes, 1640
- Dello stato rustico, Gênes, édition Giuseppe Pavoni, 1607 (Ire édition) et 1611 (IIe édition) ; In Venetia: appresso Evangelista Deuchino, 1613.
- Giovanni Vincenzo Imperiale, La Beata Teresa componimento del sig.re Gio. Vincenzo Imperiale, Gênes, édition Giuseppe Pavoni, 1615
- Il ritratto del Casalino componimento dell'ill.mo sig Gio. Vincenzo Imperiale dedicato a gl'Ill.mi SS.ri Academici Gelati, Bologne, pour l'héritier de Vittorio Benacci, 1637.
- Viaggi, préface et notes de Anton Giulio Barrilli. Gênes, Società ligure di storia patria, 1898.